# 김계휘 신도비
김계휘 신도비(金繼輝 神道碑)는 대한민국 충청남도 논산시에 있는, 조선 중기의 문신인 김계휘 선생을 기리기 위하여 세운 것이다. 1984년 7월 26일 충청남도의 유형문화재 제110호로 지정되었다.

## 같이 보기
- 김계휘

## 참고 자료
- 김계휘신도비 - 국가유산청 국가유산포털